# النبي محمد في الأفلام
إن تمثيل النبي محمد (كما هو الحال مع التصوير المرئي الآخر) هو موضوع مثير للجدل داخل الإسلام وخارجه. على الرغم من أن القرآن الكريم لا يحرم صراحةً تصوير محمد، إلا أن هناك بعض الأحاديث (التعاليم التكميلية) التي تحرم صراحةً على المسلمين إنشاء صور مرئية لذوات الأرواح. وبما أن فروع الإسلام المختلفة تستخدم مجموعات مختلفة من الأحاديث، فهناك انقسام في هذه القضية بين الطائفتين الرئيستين في الإسلام، السنة والشيعة .
يعتقد معظم المسلمين السنة أن التصوير المرئي لجميع الأنبياء مُحرّم وهم يعارضون بشكل خاص التمثيل المرئي للنبي محمد. في عام 1926، كان الممثل المصري يوسف وهبي في مفاوضات للعب دور النبي محمد في فيلم ممول من الحكومة التركية في عهد أتاتورك. وعندما علم علماء الأزهر الشريف في القاهرة بالأمر أصدروا فتوى تُحرم تجسيد النبي محمد على الشاشة خاصةً أن حكومة أتاتورك التركية لم تكن مؤيدة للإسلام، وبالتالي قد تُصور الأمور بسلبية، ثم أرسل الملك فؤاد تحذيرًا شديدًا للممثل وهدده بنفيه وتجريده من جنسيته المصرية. ونتيجة للجدل، تم التخلي عن الفيلم.
في الإسلام الشيعي، هناك بعض العلماء تاريخيًا ضد مثل هذه التصويرات، لكنهم اتخذوا وجهة نظر أكثر استرخاءً على مر السنين وأصبح تصوير النبي محمد دون وجهه شائعًا جدًا في الوقت الحاضر، وتصوير الأنبياء مُتاحًا. ومثلًا تنص فتوى أصدرها علي السيستاني، المرجع الشيعي في العراق، عند السؤال عن إمكانية تصوير النبي محمد في الأعمال: (إذا تم مراعاة التوقير والاحترام، ولم يحتوِ المشهد على أي شيء من شأنه الانتقاص من صورهم المقدسة في أذهان [المشاهدين]، فلا مشكلة).

## أفلام بارزة

### الجحيم
ربما كان فلم "جحيم دانتي"، الذي صدر في الأصل في إيطاليا تحت اسم "الجحيم"، هو أول تصوير للنبي محمد في فيلم طويل. الفلم لا يتكلم عن النبي محمد لكنه يحتوي على جزء قصير مُسيئ يظهر فيه النبي محمد وهو يتعرض للتعذيب في الجحيم وصدره مفتوح، مما يعرض أحشائه.

### الرسالة
فلم الرسالة الذي صدر في الولايات المتحدة الذي يحكي السيرة النبوية، كان أول فيلم رئيس عن النبي محمد. بدأ عرض الفيلم في الأول من كانون الثاني عام 1976، وفي 29 تموز من نفس العام، عُرض لأول مرة في مسرح بلازا بلندن. أُنتج الفلم بلغتين مختلفتين: العربية والإنجليزية. في 19 آب 1976، عُرضَت النسخة العربية لأول مرة على مسرح كيرزون في لندن. واستمر عرض النسخة الإنجليزية من الفيلم لمدة تسعة أسابيع، والنسخة العربية لمدة ستة أسابيع خلال فترة العرض التي انتهت في 29 سبتمبر/أيلول.
عندما كان المخرج مصطفى العقاد يصور الفيلم، استعان بطاقم عمل أمريكي وطاقم عمل مصري. في النسخة الإنجليزية لعب أنتوني كوين دور حمزة، الخصم الرئيس لمايكل أنصارا الذي لعب دور رأس المشركين أبو سفيان، وإيرين باباس زوجة أبو سفيان هند. في النسخة العربية قام بأداء هذه الأدوار ممثلون مصريون. ولكن في عدد من اللقطات الشاملة التي تمثل فيها مجموعة كبيرة، مثل غزوة بدر، يمكن سماع أن المشهد صُور مرة واحدة فقط، حيث يهتف الممثلون " الله أكبر "، بينما في مشاهد أخرى مماثلة اختار المخرج عرض "الله أكبر" بالإنجليزية (God is great).
رغم أن الفيلم يتحدث عن النبي محمد، إلا أن المخرج قرر تصوير الفيلم بطريقة لا تُصور النبي محمد. كان العقاد يغير وضع الكاميرا بشكل متكرر في اللحظات التي يظهر فيها النبي محمد في الصورة. عندما كان النبي محمد ضروريًا للمشهد، كانت الكاميرا تُظهر الأحداث من وجهة نظره.
وقد حظي فلم الرسالة بشعبية كبيرة، لا سيما بين أوساط المسلمين، على سبيل المثال في أفريقيا وآسيا. ومع ذلك فقد صدرت فتاوى معروفة من جامعة الأزهر والمجلس الشيعي الأعلى في لبنان بشأن "الرسالة".
ومن المرجح بالتأكيد أن هذا ليس نتيجة لإبداع صناع الفيلم، بل نتيجة للقواعد التي أعلنها علماء الأزهر والمجلس الشيعي في لبنان، الذين منعوا أي تمثيل لزوجات النبي محمد، وكذلك النبي محمد نفسه.

### محمد: خاتم الأنبياء
محمد: خاتم الأنبياء هو فلم رسوم متحركة من إنتاج شركة بدر الدولية وفق نفس مبادئ فيلم "الرسالة". مخرجه هو ريتشارد ريتش. صدر الفيلم في عام 2004 وعُرض في عدد محدود من دور السينما في الولايات المتحدة والمملكة المتحدة. يركز الفيلم على الفترة المبكرة من الإسلام.

### محمد: رسول الله
في تشرين الأول 2012، بدأ المخرج الإيراني مجيد مجيدي تصوير فيلم بعنوان "محمد: رسول الله" بهدف إظهار محمد على الشاشة، ولكن لا يُصور وجهه، وفقًا للتقاليد الشيعية. كان العرض العالمي الأول للفيلم في 27 آب 2015.

### سيدة السماء
في حزيران 2020، أفاد موقع ددلاين هوليوود أن شركة مملكة إنلايتند كانت تنتج فيلم سيدة الجنة والذي سيكون أول فيلم يصور وجه النبي محمد. من أجل احترام عدم تصوير محمد في الإسلام، صُور باستخدام الإضاءة والمؤثرات السينمائية بدلًا من تصويره بواسطة ممثل أو فرد واحد. كما ناقش منتجو الفيلم كيفية تعاملهم مع الجانب الحساس للغاية المتمثل في تصوير شخصية مسلمة مقدسة. صدر مقطع دعائي للفيلم في 23 كانون الأول 2020، تلاه تاريخ إصدار سينمائي أمريكي بعد عام في 10 كانون الأول 2021.

### مشاريع لاحقة
هناك العديد من الأفلام الجديدة قيد الإنتاج حاليًا حول محمد، والتي تُعتبر "الثانية من نوعها" (في إشارة إلى الأفلام الغربية التي تكرم تصوير محمد).
في تشرين الأول 2008، أعلن المنتج أوسكار زغبي، الذي عمل على الفيلم الأصلي الرسالة، أنه سيقوم بتصوير نسخة جديدة بعنوان رسول السلام، ليتم تصويرها حول مدينتي مكة المكرمة والمدينة المنورة.
عُين منتج الأفلام باري إم. أوزبورن كمستشار في سلسلة محتملة من الملاحم عن النبي محمد. ومن غير المرجح أن تصور هذه الأفلام، التي تم تمويلها من شركة إعلامية قطرية وسيشرف عليها رجل الدين المصري يوسف القرضاوي، النبي محمد على الشاشة على الإطلاق وفقًا للتقاليد السنية التي ترى أن جميع تصوير الأنبياء هو تجديف، بعكس التقاليد الشيعية التي تُصور الأنبياء ولكنها لا تُصور وجه النبي محمد.

## قائمة الأفلام
| التاريخ         | شركة الإنتاج             | العنوان                          | البلد                             | المرجع                             |
| --------------- | ------------------------ | -------------------------------- | --------------------------------- | ---------------------------------- |
| غير معروف       | قناة التاريخ التلفزيونية | محمد: سيرة                       | المملكة المتحدة                   | [ 19 ]                             |
| غير معروف       | غير معروف                | محمد: رحمة للعالمين              |                                   |                                    |
| 1911 مارس 10    | أفلام ميلانو             | الجحيم                           | إيطاليا                           |                                    |
| 1977 سبتمبر 3   | مصطفى العقاد             | الرسالة                          | المملكة المتحدة، الولايات المتحدة | [ 20 ] [ 21 ]                      |
| 2000            | بي بي إس                 | الإسلام: إمبراطورية الإيمان      | الولايات المتحدة                  | [ 22 ] [ 23 ]                      |
| 2002 مارس 12    | فيديو منزل إم بي آي      | قصة الإسلام                      | الولايات المتحدة                  |                                    |
| 2002 ديسمبر 17  | بي بي إس                 | محمد تراث نبي                    | الولايات المتحدة                  | [ 24 ] [ 25 ] [ 26 ] [ 27 ] [ 28 ] |
| 2004 مايو 2     | بي بي سي                 | مسلم في العائلة                  | المملكة المتحدة                   | [ 29 ] [ 30 ]                      |
| 2004 نوفمبر 14  | فاين ميديا قروب          | محمد: خاتم الأنبياء              | الولايات المتحدة                  | [ 31 ] [ 32 ] [ 33 ]               |
| 2004 أكتوبر 21  | ناشونال جيوغرافيك        | داخل مكة المكرمة                 | الولايات المتحدة                  |                                    |
| 2005            | بي بي سي (بي بي سي فور)  | التاريخ الإسلامي لأوروبا         | المملكة المتحدة                   | [ 34 ] [ 35 ] [ 36 ]               |
| 2005            | بي بي سي                 | رائحة الفردوس                    | المملكة المتحدة                   |                                    |
| 2006 مارس 02    | تاور برودكشنز            | أسرار القرآن (فك رموز الماضي)    | الولايات المتحدة                  |                                    |
| 2006 سبتمبر 25  | كوانتم ليبس، إي دي إس    | فهم الإسلام: علامات اليوم الأخير | تركيا                             |                                    |
| 2011 يوليو      | بي بي سي (بي بي سي تو)   | حياة محمد                        | المملكة المتحدة                   | [ 37 ]                             |
| 2012 يوليو      | مارك باسيلي يوسف         | براءة المسلمين                   | الولايات المتحدة                  |                                    |
| 2015 مارس       | نرتبان فلم إندستري       | محمد رسول الله                   | إيران                             |                                    |
| ديسمبر 10، 2021 | إنلايتد كنغدوم           | سيدة الجنة                       | المملكة المتحدة                   |                                    |

## طالع أيضًا
- قائمة الأفلام الإسلامية
- قائمة أفلام الرسوم المتحركة الإسلامية [الإنجليزية]
- وصف النبي محمد
- تاريخية النبي محمد
- تاريخ الإسلام
- قائمة سيرة محمد [الإنجليزية]
- النبي محمد
- السيرة النبوية

## قراءة إضافية
- بيكر، فريك، السينما، في محمد في التاريخ والفكر والثقافة: موسوعة نبي الله (مجلدان)، تحرير سي. فيتزباتريك وأ. ووكر، سانتا باربرا، ايه بي سي-كليو، 2014.(ردمك 1610691776)رقم ISBN 1610691776